# Плешково (Гагаринский район)
Плешково — деревня в Гагаринском районе Смоленской области России. Входит в состав Покровского сельского поселения. Население — 1 житель (2007 год). 
Расположена в северо-восточной части области в 16 км к югу от Гагарина, в 12 км южнее автодороги М1 «Беларусь». В 18 км севернее деревни расположена железнодорожная станция Гагарин на линии Москва — Минск. 

## История
В годы Великой Отечественной войны деревня была оккупирована гитлеровскими войсками в октябре 1941 года, освобождена в марте 1943 года.